# Нойштифт-бай-Гюссинг
Нойштифт-бай-Гюссинг (нем. Neustift bei Güssing) — община (нем. Gemeinde) в Австрии, в федеральной земле Бургенланд.
Входит в состав округа Гюссинг. Население составляет 566 человек (на 1 мая 2001 года). Занимает площадь 11,48 км² (2001). Идентификационный код — 1 04 10.

## Политическая ситуация
Бургомистр общины — Франц Кацинота (СДПА) по результатам выборов 2007 года.
Совет представителей общины (нем. Gemeinderat) состоит из 13 мест.
Распределение мест:
- СДПА занимает 11 мест.
- АНП занимает 2 места.